# Cynthia Gill
Pour les articles homonymes, voir Gill.
Cynthia Gill, née le 9 novembre 1937 et morte le 3 mars 2012, est une nageuse américaine des années 1950.

## Carrière
Cynthia Gill est médaillée de bronze en 100 mètres dos aux Jeux panaméricains de 1955 à Mexico. Elle y rencontre le plongeur Bob Clotworthy, qu'elle épouse un an plus tard.